# Pinus sabiniana
Pinus sabiniana är en tallväxtart som beskrevs av David Douglas och David Don. Pinus sabiniana ingår i släktet tallar och familjen tallväxter. Inga underarter finns listade i Catalogue of Life.
Arten förekommer i delstaterna Kalifornien och Oregon i västra USA. Utbredningsområdet ligger 50 till 1800 meter över havet. Pinus sabiniana kan förekomma som ensam träd i landskapet Chaparral som annars domineras av buskar. Den kan även hittas i trädgrupper tillsammans med Pinus coulteri, Juniperus occidentalis eller med arter av släktet Quercus. Undervegetationen utgörs av gräs, hed och buskar. Den årliga nederbörden i regionen varierar mellan cirka 1 800 mm nära havet och 250 mm nära öknar.
Trädets kottar är en viktig matkälla för ekorrar, nötskrikor och nära besläktade fåglar.
Regionens omvandling till kulturlandskap är ett hot för delar av beståndet. Pinus sabiniana är däremot ganska talrik. IUCN listar arten som livskraftig (LC).

## Bildgalleri

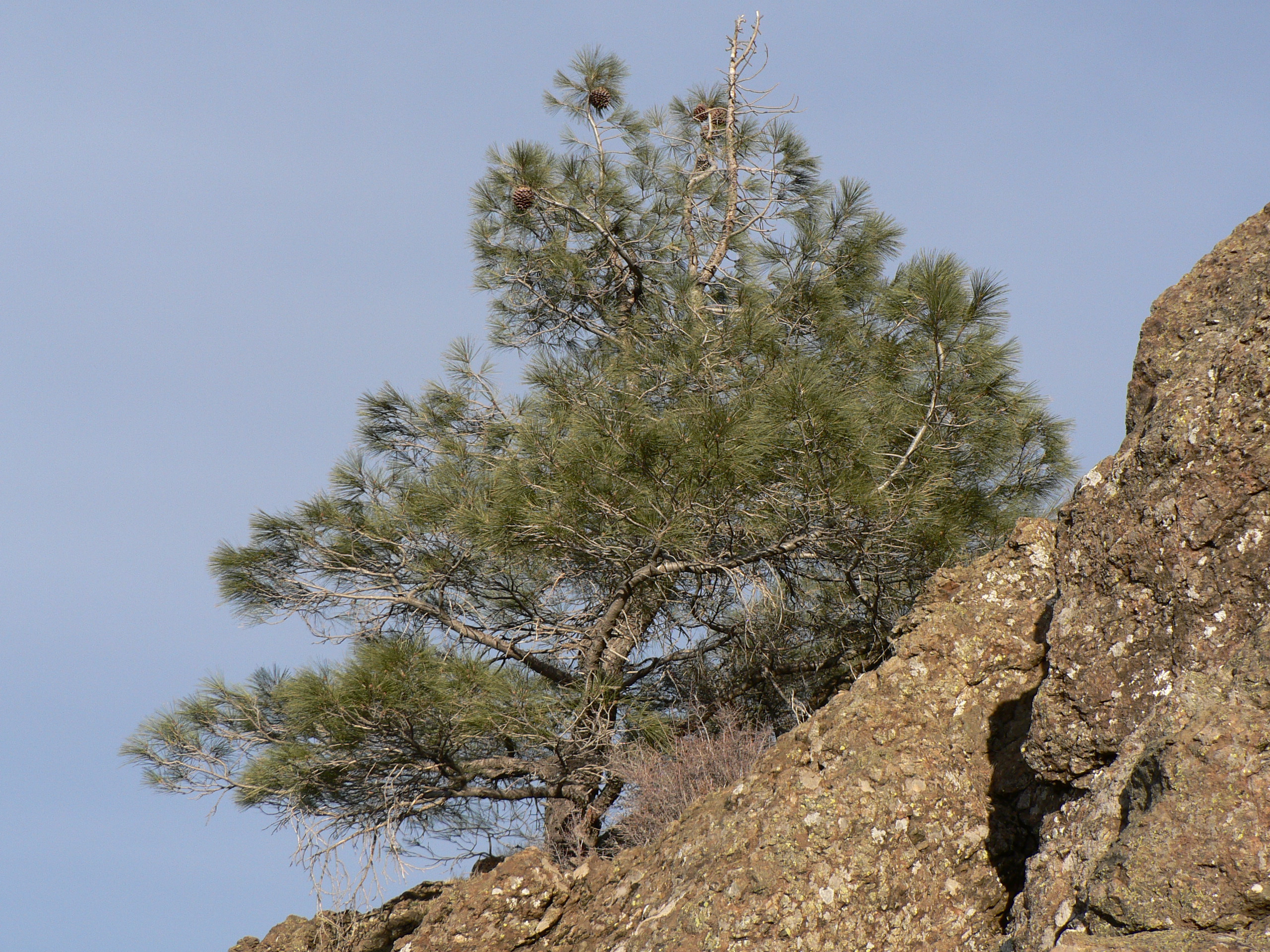
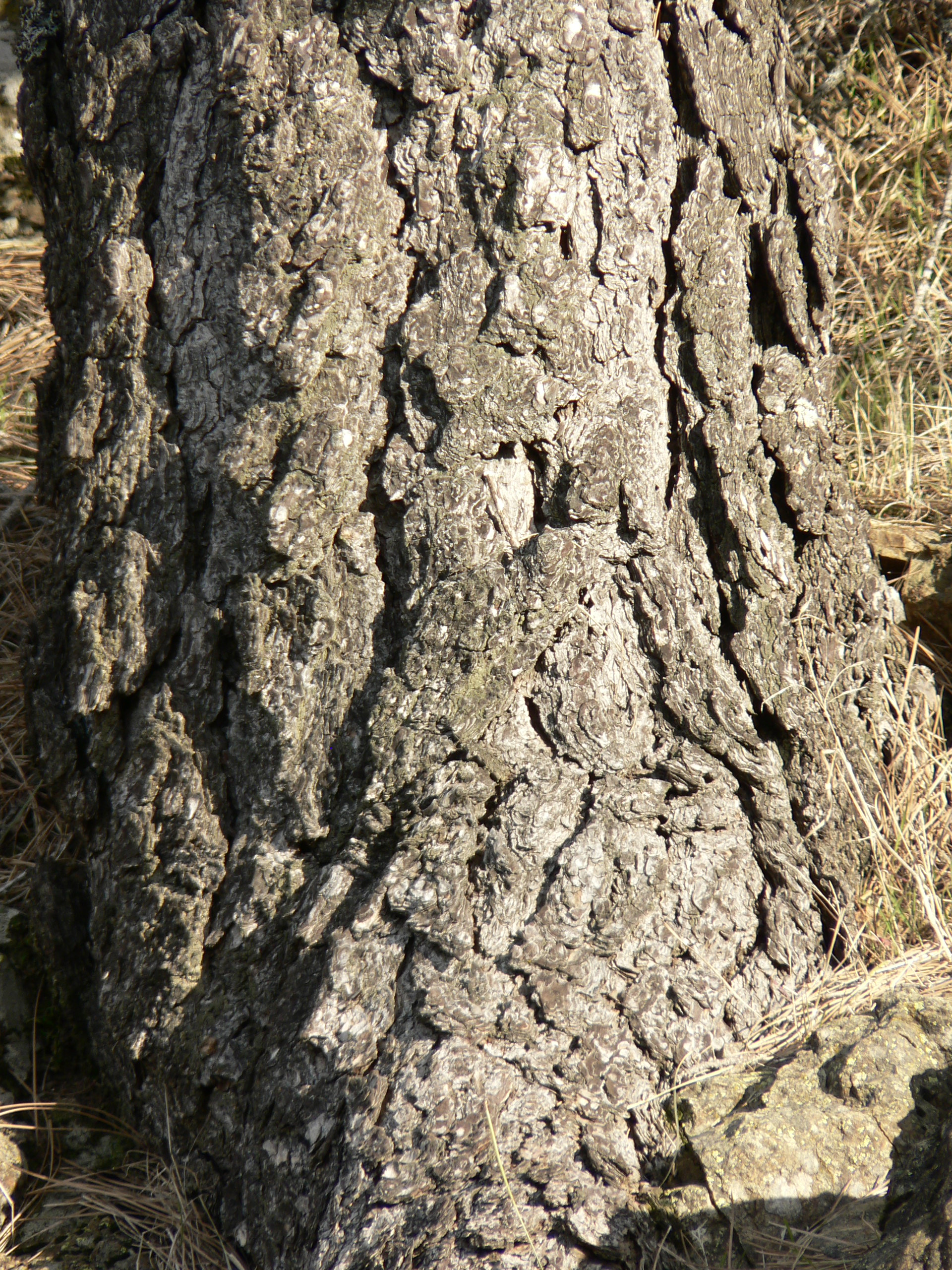
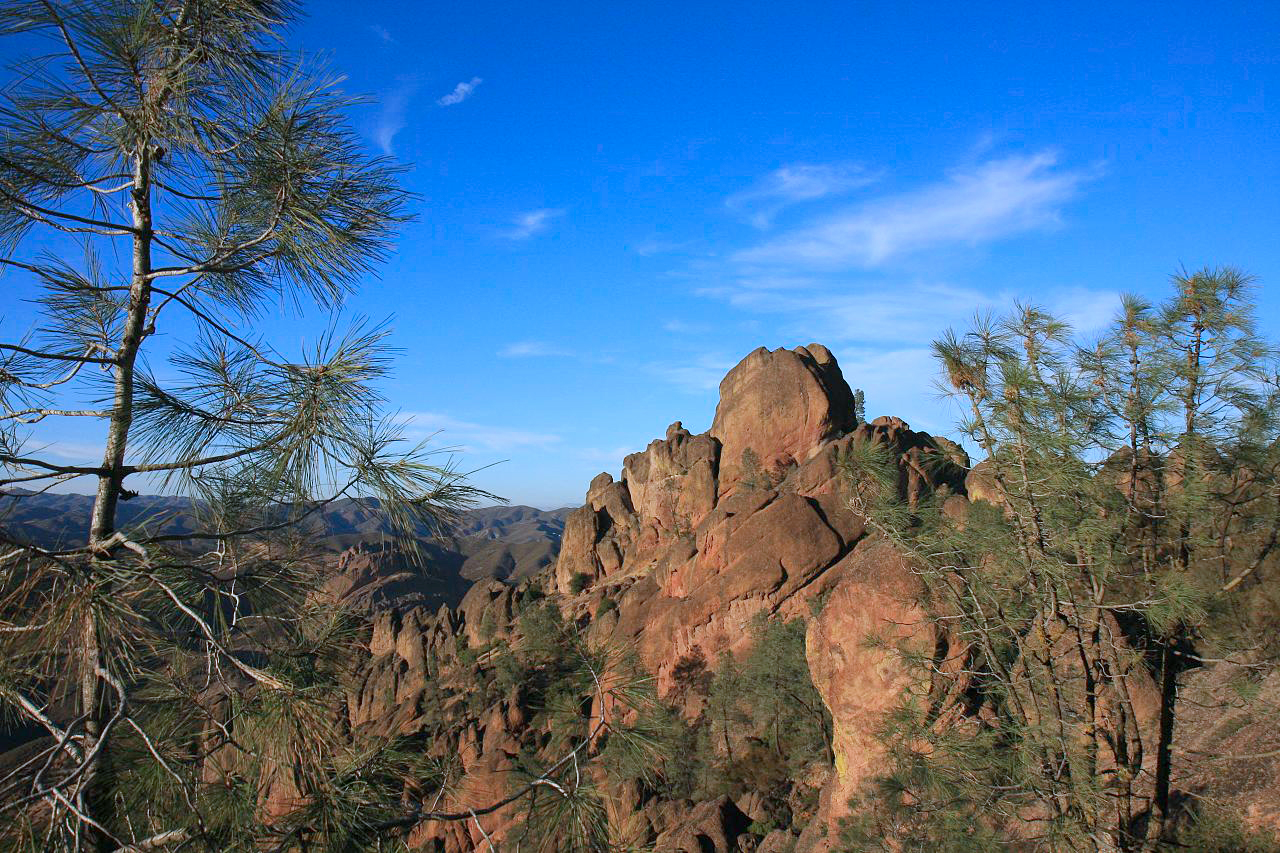
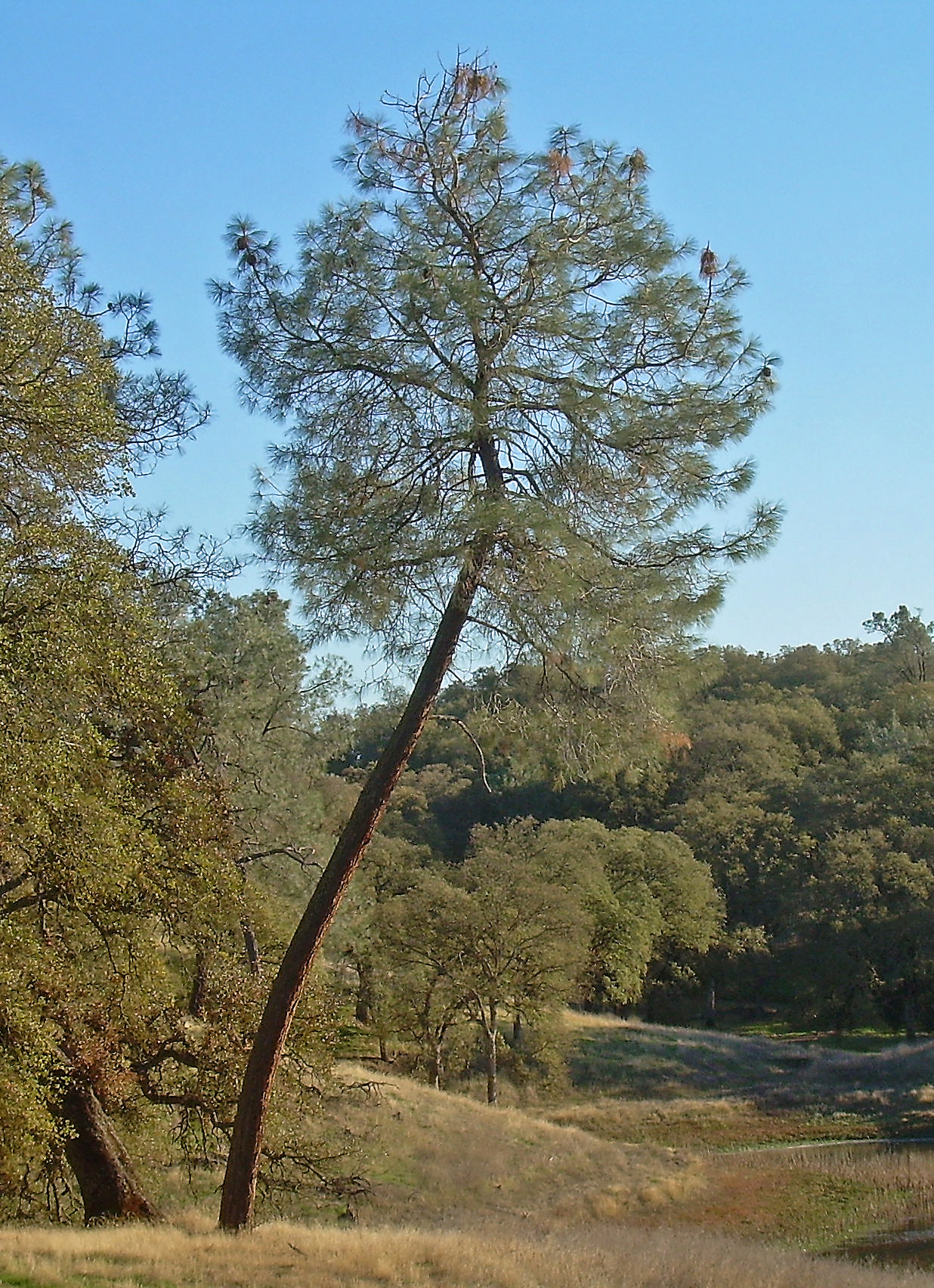
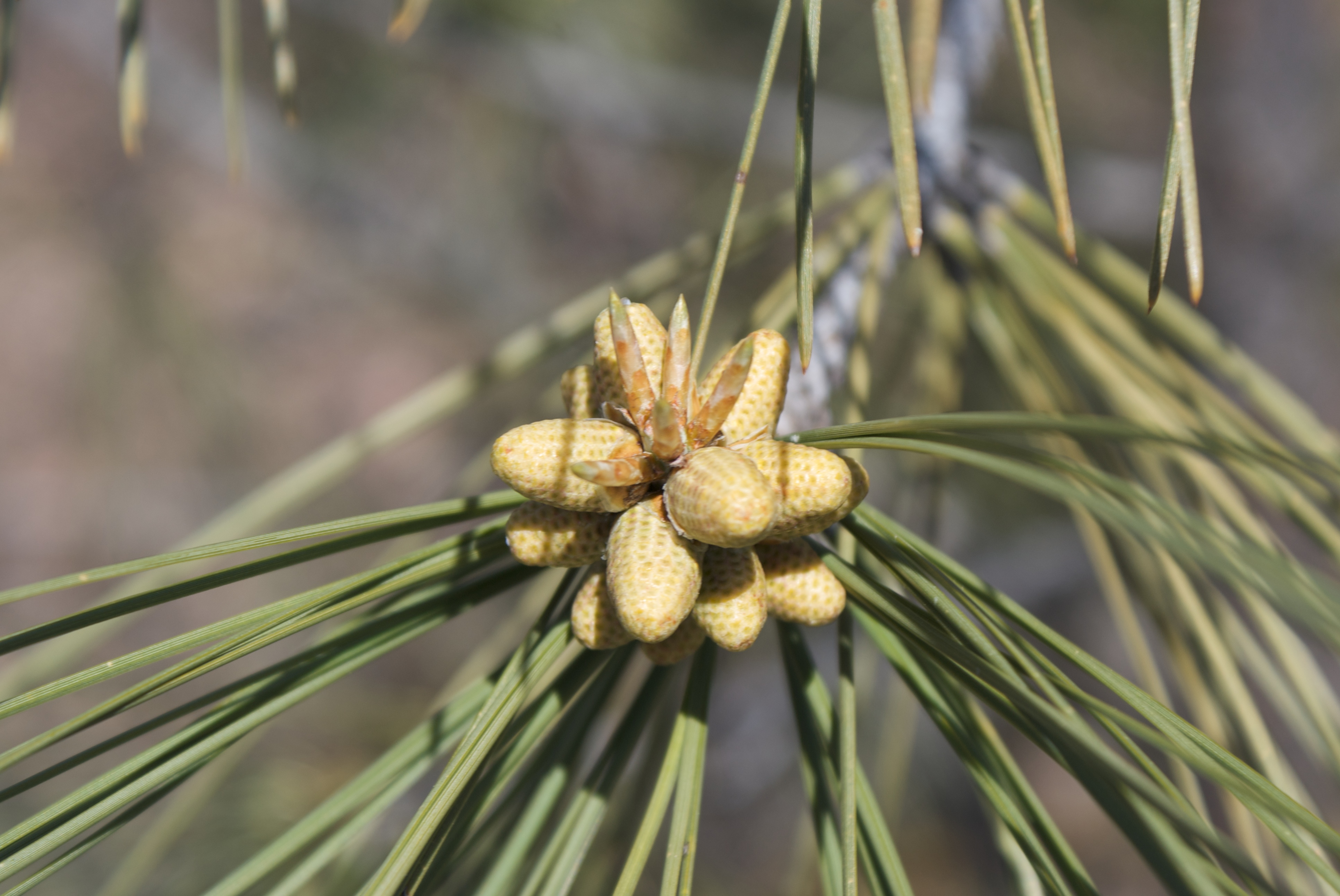
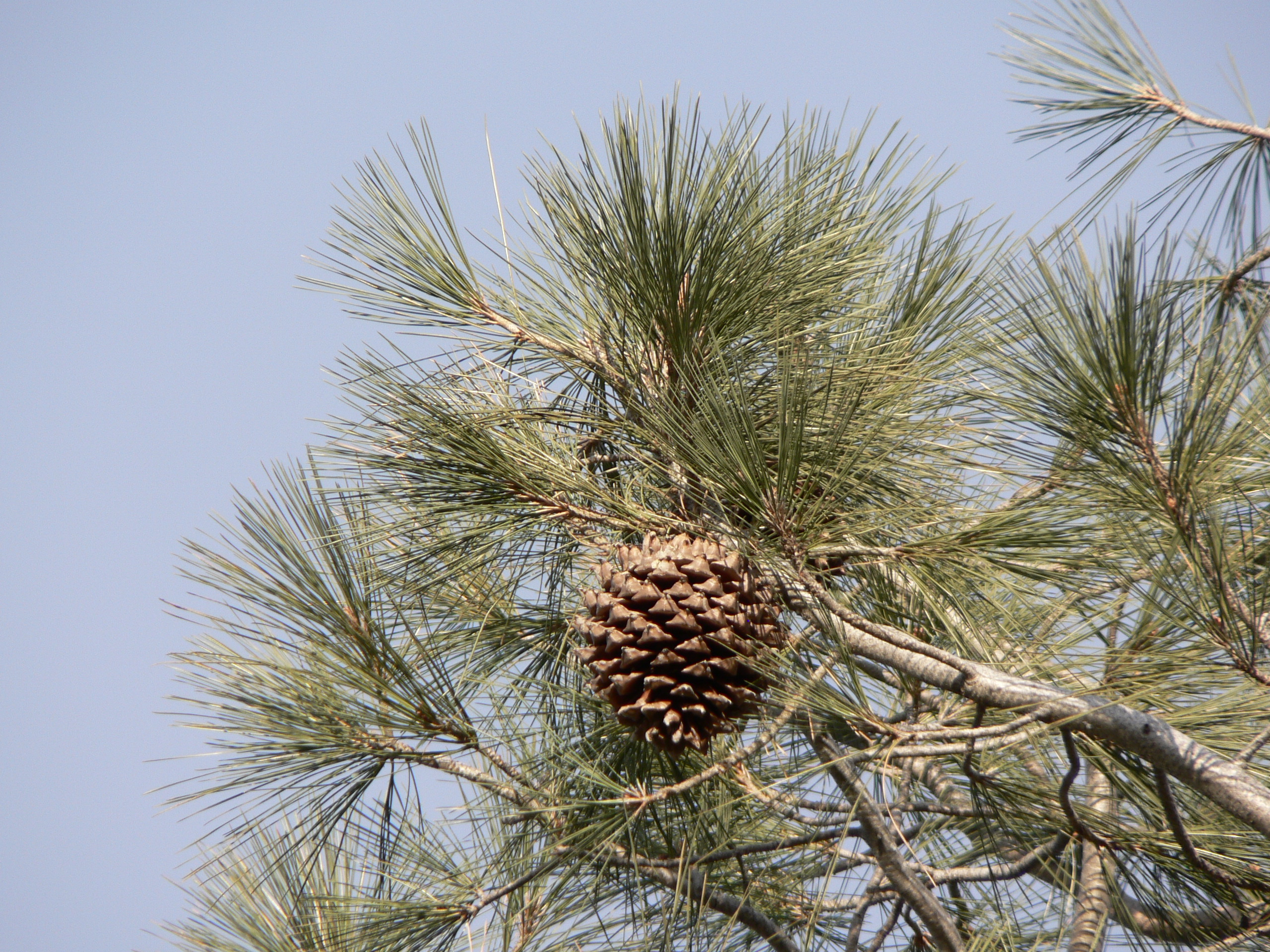